# Верх-Чумышский сельсовет
Верх-Чумышский сельсовет — упразднённый в 2007 году сельсовет в Прокопьевском районе Кемеровской области. Административный центр — село Верх-Чумыш .

## Населённые пункты
Включал населённые пункты:
| № | Населённый пункт | Тип населённого пункта       | Население |
| - | ---------------- | ---------------------------- | --------- |
| 1 | Александровка    | деревня                      | 30        |
| 2 | Алексеевка       | деревня                      | 58        |
| 3 | Берёзовка        | деревня                      | 7         |
| 4 | Верх-Чумыш       | село, административный центр | 345       |
| 5 | Малиновка        | посёлок                      | 40        |
| 6 | Октябринка       | посёлок                      | 27        |

## История
Согласно Закону Кемеровской области «Об административно-территориальном устройстве Кемеровской области» N 215-ОЗ от 27 декабря 2007 года был упразднён Верх-Чумышский сельсовет и переданы населённые пункты: село Верх-Чумыш, деревни Александровку, Березовку, поселок Октябринка в административное подчинение города Киселевска, деревню Алексеевку, поселок Малиновка в Михайловскую сельскую территорию.